# Reichshof

Reichshof est une commune de Rhénanie-du-Nord-Westphalie (Allemagne), située dans l'arrondissement du Haut-Berg, dans le district de Cologne, dans le Landschaftsverband de Rhénanie.

## Personnalités liées à la ville
- Otto Müller (1870-1944), prêtre né à Eckenhagen.
- Fritz Becker (1892-1967), général né à Heidberg.